# Saison 2012 de l'équipe cycliste AG2R La Mondiale
La saison 2012 de l'équipe cycliste AG2R La Mondiale est la vingt-et-unième de cette équipe, lancée en 1992 et dirigée par Vincent Lavenu.

## Préparation de la saison 2012

### Arrivées et départs
| Arrivées         | Équipe 2011          |
| ---------------- | -------------------- |
| Romain Bardet    | Chambéry CF          |
| Manuel Belletti  | Colnago-CSF Inox     |
| Jimmy Casper     | Saur-Sojasun         |
| Gregor Gazvoda   | Perutnina Ptuj       |
| Sylvain Georges  | BigMat-Auber 93      |
| Boris Shpilevsky | Tabriz Petrochemical |
| Amir Zargari     | Azad University      |

| Départs          | Équipe 2012       |
| ---------------- | ----------------- |
| Dimitri Champion | Bretagne-Schuller |
| Cyril Dessel     | retraite          |
| Yuriy Krivtsov   | Lampre-ISD        |
| David Le Lay     | Saur-Sojasun      |
| Julien Loubet    | GSC Blagnac       |

## Coureurs et encadrement technique

### Effectif
Steve Houanard a été contrôlé positif à l'EPO lors d'un contrôle hors compétition le 21 septembre. L'équipe le suspend au mois d'octobre.
| Cycliste               | Date de naissance | Nationalité | Équipe 2011          |
| ---------------------- | ----------------- | ----------- | -------------------- |
| Romain Bardet          | 9 novembre 1990   | France      | Chambéry CF          |
| Manuel Belletti        | 14 octobre 1985   | Italie      | Colnago-CSF Inox     |
| Julien Bérard          | 27 juillet 1987   | France      | AG2R La Mondiale     |
| Guillaume Bonnafond    | 23 juin 1987      | France      | AG2R La Mondiale     |
| Maxime Bouet           | 3 novembre 1986   | France      | AG2R La Mondiale     |
| Jimmy Casper           | 28 mai 1978       | France      | Saur-Sojasun         |
| Mikaël Cherel          | 17 mars 1986      | France      | AG2R La Mondiale     |
| Hubert Dupont          | 13 novembre 1980  | France      | AG2R La Mondiale     |
| Martin Elmiger         | 23 septembre 1978 | Suisse      | AG2R La Mondiale     |
| John Gadret            | 22 avril 1979     | France      | AG2R La Mondiale     |
| Ben Gastauer           | 14 novembre 1987  | Luxembourg  | AG2R La Mondiale     |
| Gregor Gazvoda         | 15 octobre 1981   | Slovénie    | Perutnina Ptuj       |
| Sylvain Georges        | 1er mai 1984      | France      | BigMat-Auber 93      |
| Kristof Goddaert       | 21 novembre 1986  | Belgique    | AG2R La Mondiale     |
| Sébastien Hinault      | 11 février 1974   | France      | AG2R La Mondiale     |
| Steve Houanard,        | 2 avril 1986      | France      | AG2R La Mondiale     |
| Blel Kadri             | 3 septembre 1986  | France      | AG2R La Mondiale     |
| Romain Lemarchand      | 26 juillet 1987   | France      | AG2R La Mondiale     |
| Sébastien Minard       | 12 juin 1982      | France      | AG2R La Mondiale     |
| Lloyd Mondory          | 26 avril 1982     | France      | AG2R La Mondiale     |
| Matteo Montaguti       | 6 janvier 1984    | Italie      | AG2R La Mondiale     |
| Rinaldo Nocentini      | 25 septembre 1977 | Italie      | AG2R La Mondiale     |
| Jean-Christophe Péraud | 22 mai 1977       | France      | AG2R La Mondiale     |
| Mathieu Perget         | 18 septembre 1984 | France      | AG2R La Mondiale     |
| Anthony Ravard         | 28 septembre 1983 | France      | AG2R La Mondiale     |
| Christophe Riblon      | 17 janvier 1981   | France      | AG2R La Mondiale     |
| Nicolas Roche          | 3 juillet 1984    | Irlande     | AG2R La Mondiale     |
| Boris Shpilevsky       | 20 août 1982      | Russie      | Tabriz Petrochemical |
| Amir Zargari           | 31 juillet 1980   | Iran        | Azad University      |
| Stagiaire              | Date de naissance | Nationalité | Équipe 2012          |
| Gabriel Chavanne       | 20 janvier 1992   | Suisse      | Chambéry CF          |
| Jimmy Raibaud          | 13 novembre 1991  | France      | CR4C Roanne          |
| Mathieu Teychenne      | 18 mars 1989      | France      | Chambéry CF          |

## Bilan de la saison

### Victoires

#### Sur route
| Date       | Course                          | Pays       | Classe | Vainqueur         |
| ---------- | ------------------------------- | ---------- | ------ | ----------------- |
| 18/05/2012 | 3e étape du Circuit de Lorraine | France     | 2.1    | Sébastien Hinault |
| 18/05/2012 | 6e étape du Tour de Californie  | États-Unis | 2.HC   | Sylvain Georges   |
| 27/05/2012 | Boucles de l'Aulne              | France     | 1.1    | Sébastien Hinault |
| 17/06/2012 | 4e étape de la Route du Sud     | France     | 2.1    | Manuel Belletti   |

#### En cyclo-cross
| Date       | Course                              | Pays       | Classe | Vainqueur   |
| ---------- | ----------------------------------- | ---------- | ------ | ----------- |
| 01/01/2012 | Grand Prix Hotel Threeland, Pétange | Luxembourg | C2     | John Gadret |

### Résultats sur les courses majeures
Les tableaux suivants représentent les résultats de l'équipe dans les principales courses du calendrier international (les cinq classiques majeures et les trois grands tours). Pour chaque épreuve est indiqué le meilleur coureur de l'équipe, son classement ainsi que les accessits glanés par AG2R La Mondiale sur les courses de trois semaines.

#### Classiques
| Classique            | Milan-San Remo          | Tour des Flandres   | Paris-Roubaix      | Liège-Bastogne-Liège    | Tour de Lombardie            |
| -------------------- | ----------------------- | ------------------- | ------------------ | ----------------------- | ---------------------------- |
| Coureur (classement) | Rinaldo Nocentini (39e) | Lloyd Mondory (33e) | Jimmy Casper (19e) | Rinaldo Nocentini (11e) | Jean-Christophe Péraud (18e) |

#### Grands tours
| Grand tour           | Tour d'Italie     | Tour de France      | Tour d'Espagne      |
| -------------------- | ----------------- | ------------------- | ------------------- |
| Coureur (classement) | John Gadret (11e) | Nicolas Roche (12e) | Nicolas Roche (12e) |
| Accessits            | -                 | -                   | -                   |

### Classement UCI
L'équipe AG2R La Mondiale termine à la dix-septième place du World Tour avec 315 points. Ce total est obtenu par l'addition des points des cinq meilleurs coureurs de l'équipe au classement individuel que sont Rinaldo Nocentini, 30e avec 162 points, Nicolas Roche, 73e avec 63 points, Jean-Christophe Péraud, 89e avec 42 points, John Gadret, 102e avec 33 points, et Manuel Belletti, 139e avec 15 points,. Le championnat du monde du contre-la-montre par équipes terminé à la 15e place ne rapporte aucun point à l'équipe.
| Rang | Coureur                | Points |
| ---- | ---------------------- | ------ |
| 30   | Rinaldo Nocentini      | 162    |
| 73   | Nicolas Roche          | 63     |
| 89   | Jean-Christophe Péraud | 42     |
| 102  | John Gadret            | 33     |
| 139  | Manuel Belletti        | 15     |
| 153  | Christophe Riblon      | 10     |
| 158  | Hubert Dupont          | 10     |
| 178  | Lloyd Mondory          | 6      |
| 204  | Sébastien Hinault      | 4      |
| 207  | Maxime Bouet           | 2      |
| 209  | Matteo Montaguti       | 2      |
| 214  | Mikaël Cherel          | 2      |
| 234  | Martin Elmiger         | 1      |
| 239  | Sébastien Minard       | 1      |
| 241  | Ben Gastauer           | 1      |